# Валарди, Андре
Андре Валарди (урожд. Андре Кноблау; 17 мая 1938 ― 30 апреля 2007) ― бельгийский актер, режиссер и юморист.

## Биография
Получив театральное образование в Париже, Валарди стал комиком по совету французского актера и режиссера Жака Фаббри. В театре он преуспел в пантомиме.
Параллельно снимался в ряде фильмов и на телевидении. В 1965 году дебютировал на телевидении в сериале Seule à Paris, а в 1967 году ― в кино «Не шутите с марсианами». Последняя роль у него была в фильме ужасов «Ничего святого». Фильм посвящен его памяти.
Валарди также работал кинорежиссером короткометражных фильмов. Так, он режиссировал удостоенные наград фильмы «Человеку свойственно ошибаться» и «Волшебный стул».
В возрасте 68 лет Андре Валарди умер от последствий онкологического заболевания.

## Фильмография
| Год       | Название                                           | Роль                         | Режиссер                         | Примечание         |
| --------- | -------------------------------------------------- | ---------------------------- | -------------------------------- | ------------------ |
| 1960      | Сестренки                                          |                              | Жан Гурге                        |                    |
| 1967      | Бах-Бах                                            | профессор антропологии       | Серж Пиоле                       |                    |
| 1968      | Не шутите с марсианами                             | Падирак, дит Пэдди           | Анри Ланоэ                       |                    |
| 1973      | Папа, маленькие кораблики...                       | Люк                          | Нелли Каплан                     |                    |
| 1973      | Зануда                                             | попутчик                     | Эдуар Молинаро                   |                    |
| 1973      | Приключения раввина Якова                          |                              | Жерар Оури                       | (сцены вырезаны)   |
| 1975      | Страх над городом                                  | радио-репортер               | Анри Верней                      | В титрах не указан |
| 1975      | Розовый телефон                                    | Рене Бастид                  | Эдуар Молинаро                   |                    |
| 1975      | Поговори со мной о любви                           | Директор театра "Шоколад"    | Мишель Драх                      |                    |
| 1977      | Месье папа                                         | Джулиан                      | Филипп Моннье                    |                    |
| 1977      | Жизнь взаймы                                       | Охотник за автографами       | Сидни Поллак                     |                    |
| 1977      | Точка прицела                                      | Меркадье                     | Жан-Клод Трамон                  | В титрах не указан |
| 1978      | В интересах государства                            |                              | Андре Кайат                      |                    |
| 1979      | Говорите, мне интересно                            | Бармен                       | Эдуар Молинаро                   |                    |
| 1979      | Мы похудеем вместе                                 | Официант в пивоварне         | Мишель Вокоре                    |                    |
| 1979      | Шарло в изгнании                                   | Дирижер                      | Ален Баснир                      |                    |
| 1980      | Я хочу перерыва!!!'                                | Потель                       | Франсуа Летерье                  |                    |
| 1980      | Верните мне мою шкуру...                           | Иллюзионист                  | Патрик Шульманн                  |                    |
| 1981      | Надо их... этих легионеров !                       | Жерар                        | Ален Наурой                      |                    |
| 1981      | Невезучие                                          | Мейер                        | Франсис Вебер                    |                    |
| 1981-1982 | Жюльен Фонтанес, магистрат                         | Роберт / Сильвен, глава школ | Жан Пиньоль и Франсуа Дюпон-миди |                    |
| 1982      | Узаконенное насилие                                | Варин                        | Серж Лерой                       |                    |
| 1983      | Осторожно! В одной женщине может скрываться другая | Переводчик с немецкого       | Сэмюэл Фуллер                    |                    |
| 1984      | Ночные воришки                                     | Мсье Рошель                  | Сэмюэл Фуллер                    |                    |
| 1984      | Американская мечтательница                         | Димитрий                     | Рик Розенталь                    |                    |
| 1987      | Леви и Голиаф                                      | Натан                        | Жерар Ури                        |                    |
| 1988      | Святая невинность                                  | Мельник                      | Ален Жессюа                      |                    |
| 1998      | Да будет свет                                      | Дрессировщик медведей        | Артур Жоффе                      |                    |
| 2000      | Верность                                           | Человек с хлопушками         | Анджей Жулавский                 |                    |
| 2000      | 30 лет                                             | Миколас Ленойер              | Лоран Перрен                     |                    |
| 2015      | Ничего святого                                     | Джаведан                     | Дилан Бэнк, Морган Пеме          |                    |